# NGC 7547
NGC 7547 (również PGC 70819, UGC 12453 lub HCG 93C) – galaktyka spiralna z poprzeczką (SBa/P), znajdująca się w gwiazdozbiorze Pegaza. Odkrył ją John Herschel 26 sierpnia 1827 roku. Należy do zwartej grupy galaktyk Hickson 93 (HCG 93). Przez niektóre katalogi jest uznawana za część obiektu Arp 99 w Atlasie Osobliwych Galaktyk Haltona Arpa, w skład którego wchodzą galaktyki NGC 7549 i NGC 7550.